# Hiena jaskiniowa
Hiena jaskiniowa (Crocuta crocuta spelaea) – podgatunek temporalny krokuty cętkowanej. Występował od Półwyspu Iberyjskiego do wschodniej Syberii. Należy do najlepiej poznanych zwierząt epoki lodowcowej. Jego pozostałości znaleziono w wielu europejskich jaskiniach. Hiena jaskiniowa była wysoce wyspecjalizowana, z cechami progresywnymi i regresywnymi rozwiniętymi bardziej niż jej współczesna afrykańska krewna. Polowała na megafaunę (w największym stopniu na tarpany dzikie, żubry pierwotne i nosorożce włochate), czego skutkiem jest akumulacja setek kości wielkich ssaków plejstocenu na obszarach takich jak poziome jaskinie, leje krasowe, doły z błotem i bagniste obszary wzdłuż rzek.
Przyczyna wyginięcia hieny jaskiniowej nie została w pełni zrozumiana. Mogła ją spowodować kombinacja czynników, włączając w to zmiany klimatyczne i konkurencję ze strony innych drapieżników.

## Budowa i paleoekologia

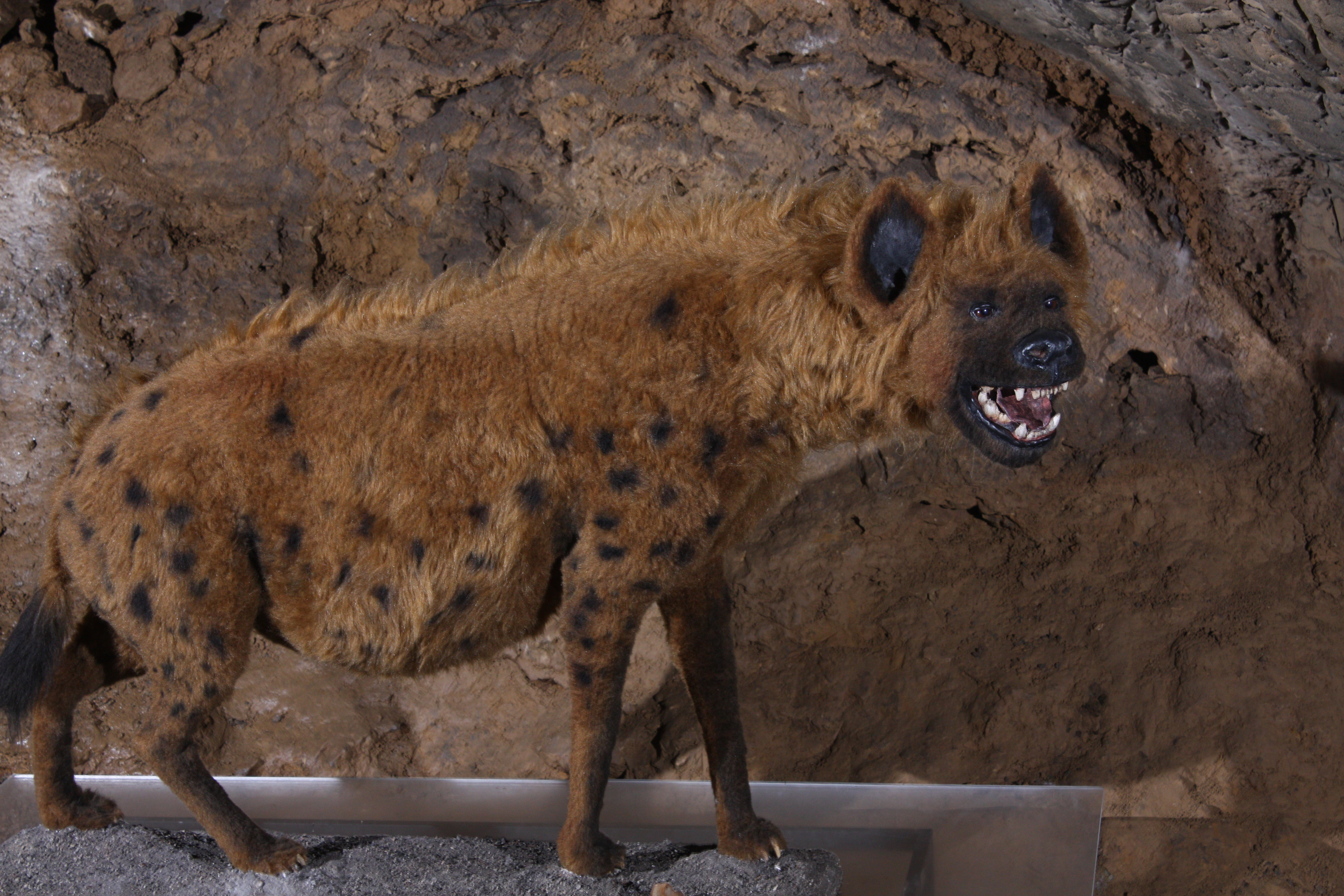
Rekonstrukcja, Heinrichshöhle, Niemcy

Europejska hiena jaskiniowa znacznie przerastała wielkością swą afrykańską krewną. Masę jej ciała szacuje się na 190 kg. W późnoplejstoceńskich okazach z Europy kości śródręcza i śródstopia hien jaskiniowej są krótsze i grubsze, natomiast kości ramienne i udowe dłuższe. Wskazuje to na adaptacje do odmiennych siedlisk od zajmowanych przez współczesne krokuty cętkowane. Jak u podgatunku afrykańskiego, samice hieny jaskiniowej były większe od samców. Paleolityczne rysunki naskalne przedstawiają hienę jaskiniową w cętkowanej skórze takiej, jak u jej afrykańskiej krewnej.
Kilka legowisk w Europie wskazuje, że hiena jaskiniowa preferowała wielką zdobycz, w pierwszej kolejności tarpany dzikie, następnie zaś prażubry i nosorożce włochate. Preferowanie koni zgadza się z zachowaniem współczesnej krokuty cętkowanej, polującej głównie na zebry. W dalszej kolejności zdobycz hieny jaskiniowej obejmowała renifery, jelenie szlachetne i jelenie olbrzymie, Equus hydruntinus, kozice i koziorożce. W legowiskach hien jaskiniowych znaleziono niewielką ilość szczątków wilków szarych. Hieny jaskiniowe prawdopodobnie zabijały wilki (zjawisko intraguild predation), ale również je zjadały, o czym świadczą pozostawione szczątki. Zachowanie takie jest niezwykłe wśród drapieżnych. W podobny sposób w legowiskach hien odkryto szczątki lwów jaskiniowych i niedźwiedzi jaskiniowych, co wskazuje na możliwość żerowania hien jaskiniowych na ich zwłokach bądź na ich zabijanie.

## Historia odkryć i systematyka

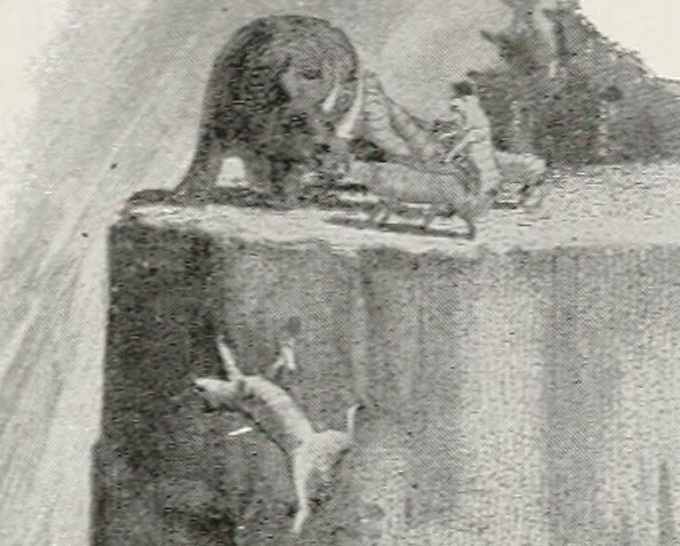
Hieny jaskiniowe atakują nosorożca włochatego (1904), Howard V. Brown

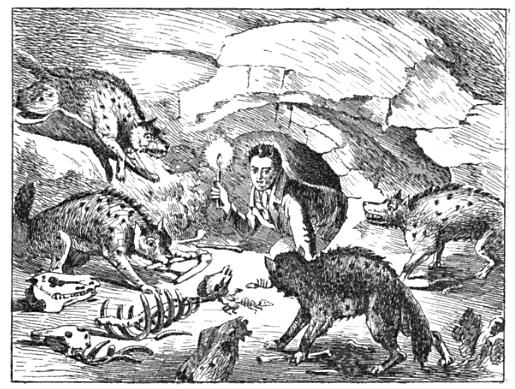
Rysunek Williama Conybeare’a (1822) przedstawiający legowisko hien Kirkdale odkryte przez Bucklanda

Pierwszy pełny opis hieny jaskiniowej powstał dzięki Cuvierowi w 1812, jednak fragmenty szkieletu tego gatunku opisywano w literaturze naukowej od XVIII wieku, chociaż nieprawidłowo je identyfikowano. Pierwsza odnotowana wzmianka pochodzi z dzieła Kundmanna z 1737 tytułem Rariora Naturæ et Artis, gdzie autor uznaje gałąź żuchwy hieny jaskiniowej za cielęcą. W 1774 Esper błędnie opisuje zęby hieny jaskiniowej odkryte w Gailenreuth jako lwie. W 1784 Collini opisał czaszkę hieny jaskiniowej jako płetwonogą. Obecność hien jaskiniowych na terenach dzisiejszej Wielkiej Brytanii została potwierdzona po zbadaniu przez Bucklanda zawartości Kirkdale Cave. Znajdowało się tam kiedyś legowisko hieny jaskiniowej. Po odkryciu Bucklanda opisane zostały znaleziska Clifta i Whidbeya w Orestonie (przedmieście Plymouth).
W 1812 Cuvier wspomniał liczne europejskie lokalizacje, w których znaleziono szczątki hieny jaskiniowej. Uznał ją za odrębny gatunek od krokuty cętkowanej ze względu na jej większe rozmiary. Opisał swój pogląd w Ossemens Fossiles (1823), zauważając krótsze i grubsze końce palców hieny jaskiniowej od krokuty cętkowanej. Jego pogląd został w większości zaakceptowany w pierwszej połowie XIX stulecia, znajdując wsparcie między innymi u de Blainville'a i Owena. Dalsze uzasadnienia rozdzielenia dwóch zwierząt obejmowały różnice w guzowej części dolnych łamaczy. Boyd Dawkins w 1865 stał się pierwszym, kto stanowczo podważył separację hieny jaskiniowej i krokuty cętkowanej, stwierdzając, że wspomniane wyżej cechy zębów wchodziły w zakres zmienności międzyosobniczej. W kolejnej pracy w 1877 stwierdził, że po porównaniu czaszek obu zwierząt nie widzi w nich specyficznych rozróżniających je cech.
Analizy sekwencji DNA mitochondrialnego cytochromu b u współczesnej afrykańskiej krokuty cętkowanej i plejstoceńskiej hieny jaskiniowej wykazały, że należą one do tego samego gatunku.

## Relacje z człowiekowatymi

### Interakcje
Ofiary częściowo obrobione przez neandertalczyków, a następnie przez hieny jaskiniowe wskazują na okazjonalną kradzież zdobyczy neandertalczyków. Ponadto hiena jaskiniowa i człowiek neandertalski konkurowali o te same jaskinie. Wiele jaskiń wykazuje pozostałości zmiennego zamieszkiwania w nich to hien jaskiniowych, to człowieka neandertalskiego. Obecność wielkich populacji hienowatych na rosyjskim Dalekim Wschodzie mogła opóźnić kolonizację przez człowieka Ameryki. Istnieją dowody kopalne zarzynania i prawdopodobnie spożycia tych zwierząt przez ludzi w środkowym plejstocenie.

### W sztuce naskalnej

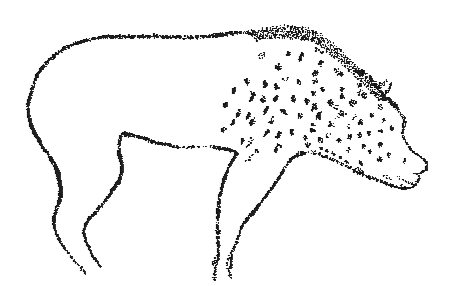
Ślad rysunku przedstawiającego hienę jaskiniową liczącego 20000 lat, Jaskinia Chauveta, Francja

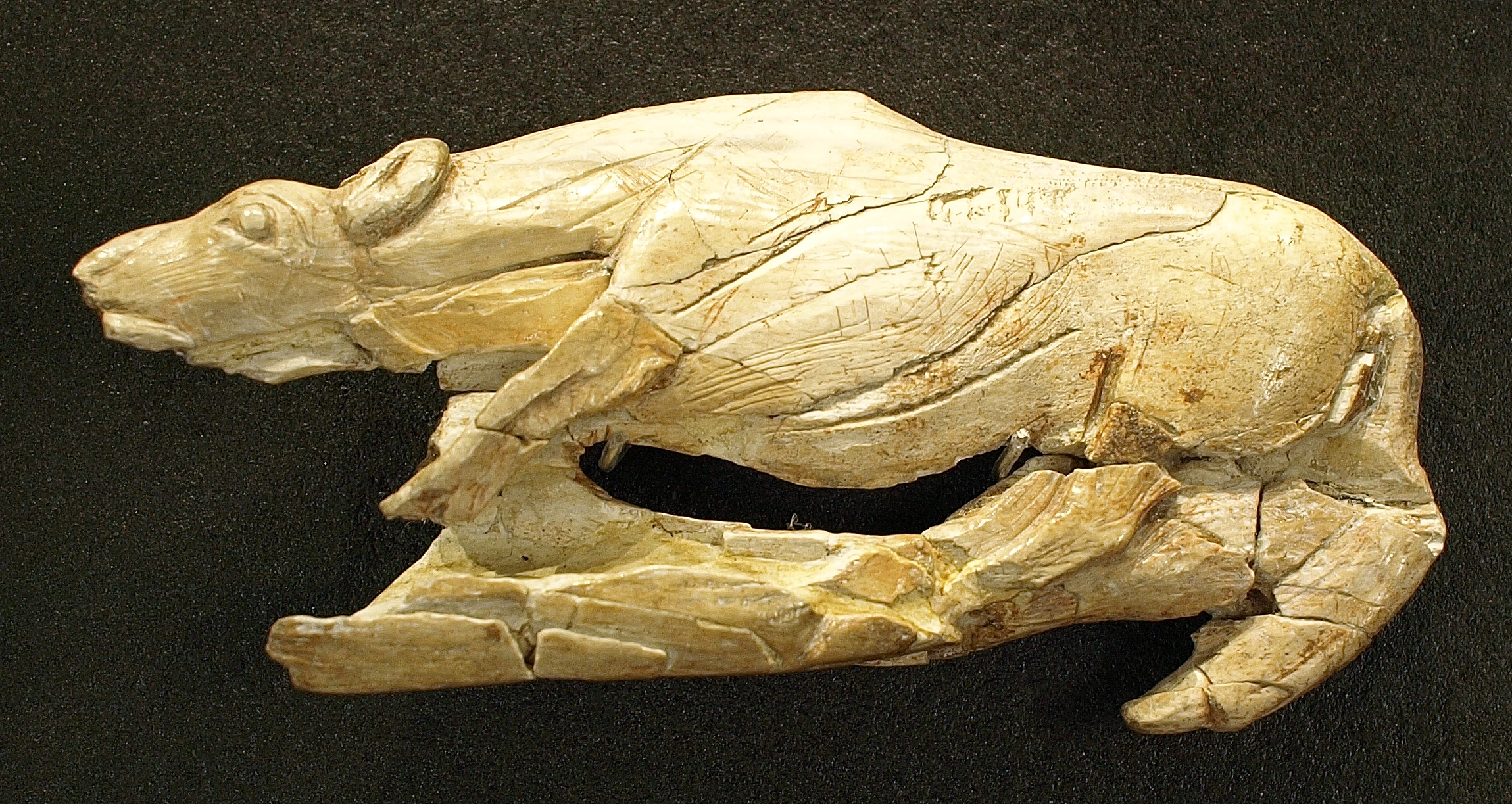
Skradająca się hiena jaskiniowa, atlatl z kości słoniowej mamuta z Abri de la Madeleine, datowany na między 12000 a 17000 lat

Hienę jaskiniową przedstawia kilka dzieł naskalnych z paleolitu górnego Francji. Rysunek z Jaskini Chauveta przedstawia hienowatego obrysowanego z boku, z dwoma nogami, z głową i przednią częścią ciała pokrytą charakterystycznym wzorem plamowania. W związku z profilem uważa się, że rysunek miał prawdopodobnie pierwotnie przedstawiać niedźwiedzia jaskiniowego, ale został zmieniony w hienowatego. W Lascaux czerwone i czarne rysunki naskalne hienowatego obecne są w części jaskini zwanej Diverticule axial. Zwierzę widoczne jest na nich z profilu, ma cztery kończyny, profil nachyla się do tyłu. Tułów wraz z bokami i długą szyją pokrywają plamki. Obraz w jaskini w departamencie Ariège przedstawia niekompletnie obrysowaną i głęboko wyrytą sylwetkę części wydłużonej szyi, gładko przechodzącej w część przednich kończyn zwierzęcia z przodu. Głowa przedstawiona została z profilu, pysk prawdopodobnie wyryto ponownie. Uszy są typowe dla krokuty cętkowanej – zaokrąglone. Dzieło z Jaskini Le Gabillou Cave w Dordogne pokazuje głęboko wyrytą zoomorficzną sylwetkę z głową widzianą z przodu i wydłużoną szyją oraz częścią przednich kończyn z profilu. Ma duże oczy i krótkie, zaokrąglone uszy, umieszczone daleko od siebie. Ma też szerokie, przypominające lwie usta, uśmiechające się. Pierwotnie sądzono, że obraz przedstawia złożoną hybrydę zoomorficzną, ale prawdopodobne jest, że jest to krokuta cętkowana, na co wskazują szeroki pysk i długa szyja. Względne ubóstwo przestawień hienowatych w paleolitycznej sztuce naskalnej wiązano z niską pozycją zwierzęcia w hierarchii w kulcie. Przedstawienia hieny jaskiniowej prawdopodobnie nie przemawiały do myśliwych epoki lodowcowej, którzy nie szukali jej jako zdobyczy. Nie była też dla nich poważnym konkurentem jak lew jaskiniowy czy też niedźwiedź, nie cechowała ją też impresyjność mamuta czy nosorożca włochatego.

## Wymarcie
Ostateczna przyczyna wyginięcia hieny jaskiniowej została słabo poznana. Jako możliwą przyczynę wysuwano zmiany klimatyczne, nie wystarczą jednak one do wyjaśnienia całkowitego zniknięcia tego zwierzęcia. Choć ekstremalnie zimne warunki po ostatnim maksimum glacjalnym zredukowały ulubione siedliska hieny jaskiniowej w Europie Północnej i odseparowały jej populacje od afrykańskich krewnych, pozostały zdatne do życia miejsca w Europie Południowej i Środkowej, a zwierzę przetrwało wiele poprzednich chłodnych okresów plejstocenu. Na Półwyspie Iberyjskim zmiany klimatyczne zostały wykluczone jako jedyna przyczyna wymarcia hieny jaskiniowej, albowiem choć ostatnie maksimum glacjalne spowodowało masowe wymieranie kilku gatunków zdobyczy hieny jaskiniowej, jeleń szlachetny i kilka innych gatunków roślinożerców przetrwały, mogąc w dalszym ciągu dostarczać populacjom hien jaskiniowych potrzebnej zdobyczy. Przynajmniej w Europie Zachodniej wymarcie hieny jaskiniowej zbiega się w czasie ze zmniejszeniem się zasięgu terenów trawiastych 12 500 lat temu. Wystąpił znaczący spadek nizinnych siedlisk odpowiednich dla hien jaskiniowych w Europie z odpowiadającym mu wzrostem areału lasów mieszanych. Hieny jaskiniowe w tych warunkach przegrywały konkurencję z wilkiem szarym i człowiekiem. Populacje hieny jaskiniowej zaczęły maleć około 20 000 lat temu, całkowicie znikając w Europie Zachodniej między 14 000 a 11 000 lat temu, na pewnych obszarach jeszcze wcześniej.

## Galeria

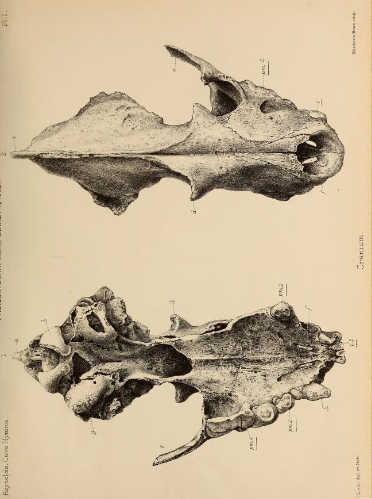
Czaszka z Wookey Hole, teraz w Taunton Museum
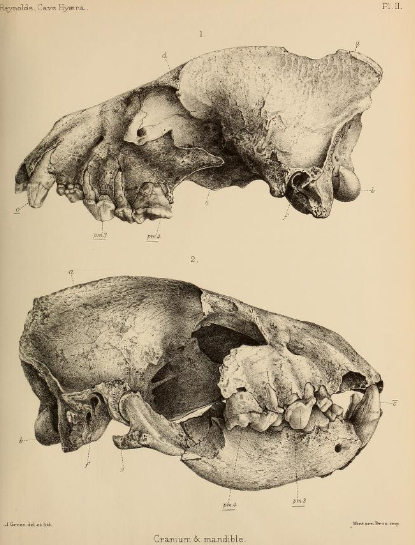
Czaszka z Wookey Hole, teraz w Taunton Museum
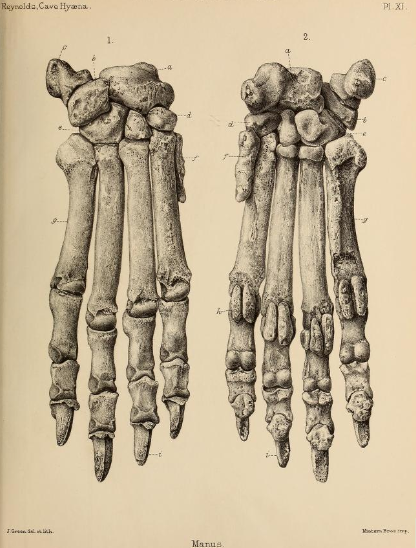
Przednie i tylne widoki prawej przedniej stopy, z jaskiń Tor Bryan w pobliżu Torquay, teraz przechowywane w British Museum
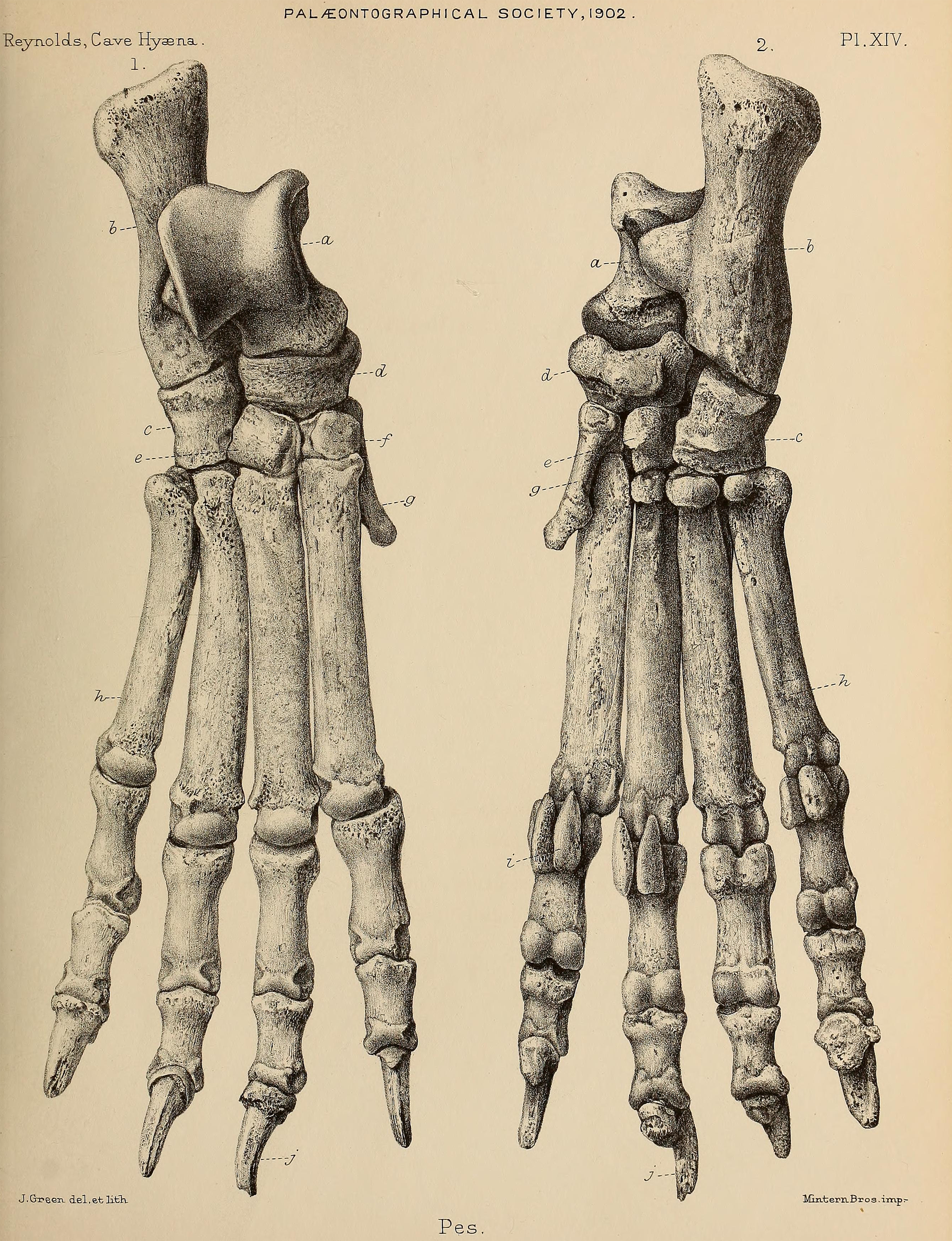
Przednie i tylne widoki prawej tylnej stopy, z jaskiń Tor Bryan w pobliżu Torquay, teraz w British Museum
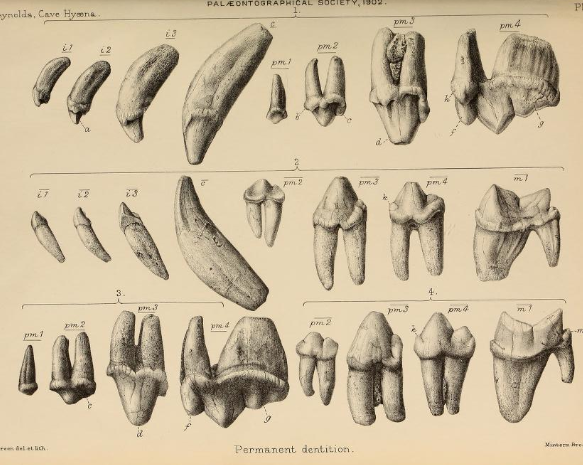
Trwałe zęby plejstoceńskiej hieny jaskiniowej z jaskiń Tor Bryan w pobliżu Torquay, obecnie w British Museum
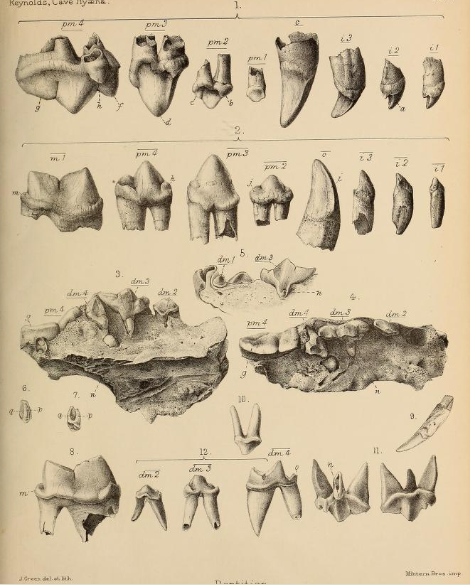
Stałe uzębienie, z jaskiń Tor Bryan w pobliżu Torquay (obecnie w British Museum), Creswell Caves in Derbyshire (w Manchester’s Owen College Museum), Kirkdale Cave i Wookey Hole (w Oxford Museum)
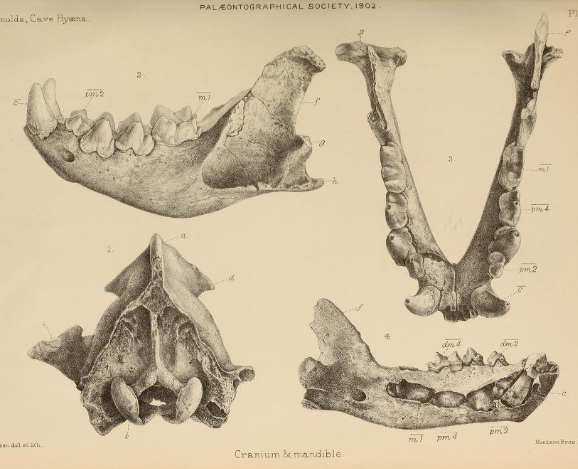
Szczęki i czaszki z Kent’s Hole, Torquay (obecnie w British Museum) i Wookey Hole (Taunton Museum)
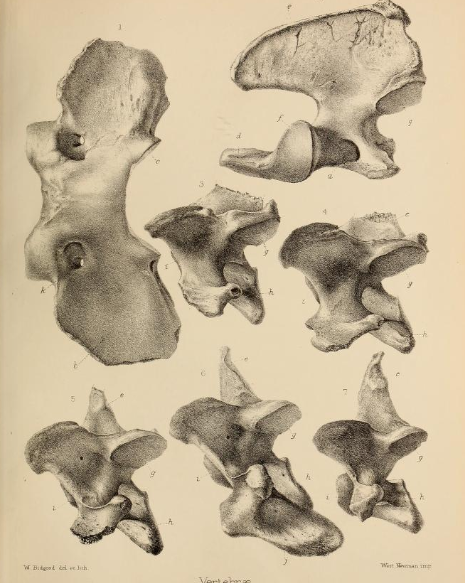
Kręgi z Wookey Hole (Taunton Museum)
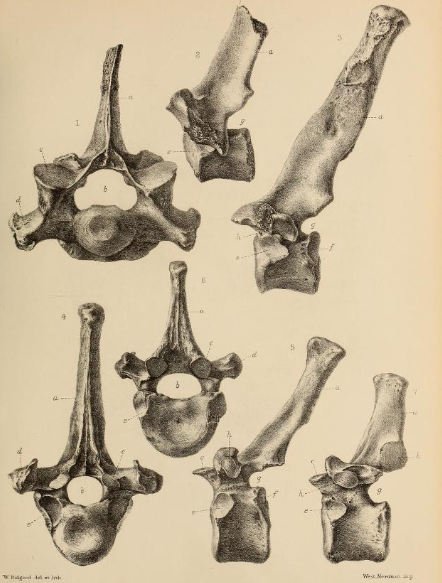
Kręgi z Wookey Hole Taunton Museum)
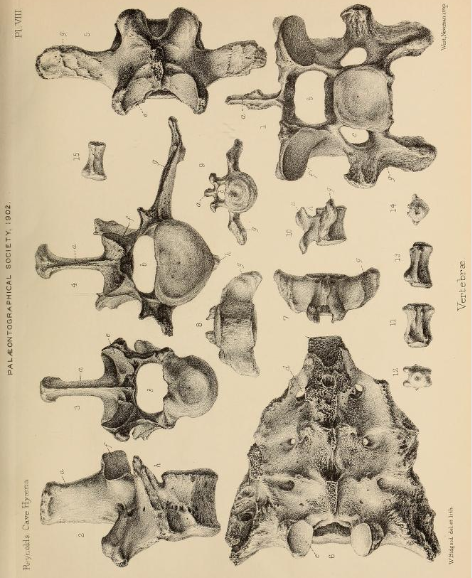
Kręgi z Wookey Hole (Taunton Museum)
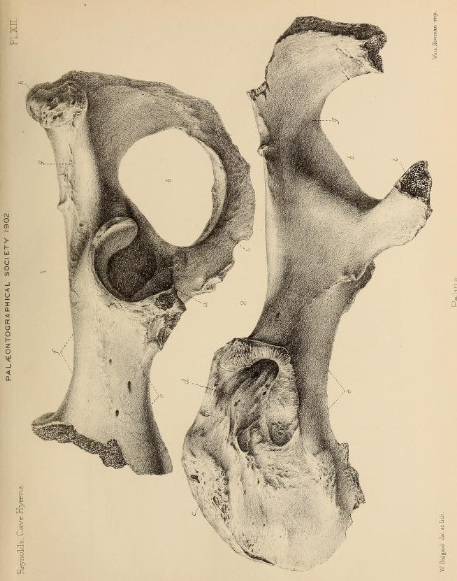
Miednica z Wookey Hole (Taunton Museum)
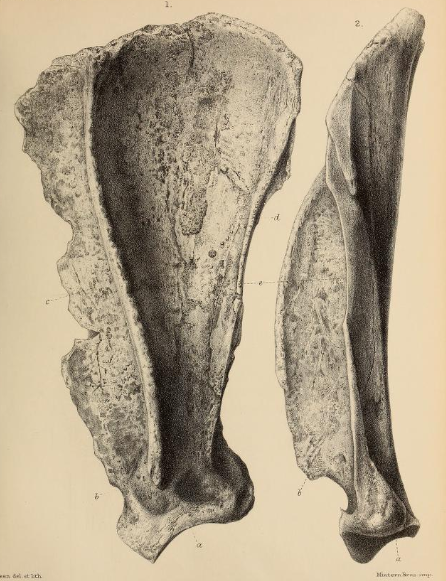
Bark z Creswell Caves, Derbyshire (obecnie w Owens College Museum, Manchester)